# NGC 5151
NGC 5151 је спирална галаксија у сазвежђу Береникина коса која се налази на NGC листи објеката дубоког неба.
Деклинација објекта је + 16° 52' 26" а ректасцензија 13h 26m 40,8s. Привидна величина (магнитуда) објекта NGC 5151 износи 14,0 а фотографска магнитуда 14,8. NGC 5151 је још познат и под ознакама MCG 3-34-32, CGCG 101-48, PGC 47056.